# Gustav Wentzel
Nils Gustav Wentzel (født 7. oktober 1859 i Christiania (Oslo); død 10. februar 1927 i Lillehammer) var en norsk maler, der havde sit virke i blandt andet Christiania, Paris, Asker, Vågå og Lom.
Wentzels arbejde som maler varierede fra en betydelig indsats under gennembruddet af naturalismen i 1880'erne gennem nyromantikken til sene år, hvor han for det meste gentog dekorative vinterlandskaber. Kunsthistorikere synes at være enige om, at Wentzels bedste malerier er fra hans første, tidlige periode, malet med en rigdom af detaljer og præcision, der ligner de naturalistiske ideer fra 1880'erne.
Et karakteristisk eksempel er Snekkerverksted (1881, 'Snedkerværksted'). Det faktum, at dette billede blev afvist af Christiania Kunstforening betragtes ofte som grunden til etableringen af den kunstneriske efterårsudstilling 'Høstutstillingen'.
Billedet hænger i Nationalgalleriet sammen med Frokost I (1882) og Frokost II (1885).
Wentzel blev tidligt anerkendt som en af de fremmeste af sin generation, og efterhånden blev flere af hans værker fra 1880'erne købt af Nasjonalgalleriet. Hans tilværelse var dog til tider præget af dårlig økonomi.

## Galleri
| - Gustav Wentzel, hustru, lærer - 1880'erne - En midaldrende Wentzel - Selvportræt fra 1925 - Kitty Wentzel, 1915 (no) - Knud Bergslien o. 1879 (no) |

| - Frokost I og Frokost II - Frokost I (1882) skildrer Wentzels eget hjemmemiljø. - Frokost II, eller Morgenstemning (1885). Her spiller lyset større rolle end lokalfarverne på det første |

| - Snekkerverksted – I fiskernaustet – En sjømanns siste ferd - Snekkerverksted (1881 (Snekkersvennen) var det billede der gav stødet til Høstutstillingen - I fiskernaustet, 1881 (nøst, bådhus) - En sjømanns siste ferd, 1896 (Købt af den franske stat) |

| - Andre værker af Gustav Wentzel ordnet efter år - Sjakkspillere, 1886. Wentzels venner Oscar Lærum (t.v.) og Harald Bertrand - Skirenn i Fjelkenbakken, Asker 1898. Billedet findes i to varianter. Et stiliseret udsnit fra maleriet blev i 1975 gengivet på et norsk frimærke som del af en serie med temaet Skisport. - Nattoget, 1899 viser flere sider ved Wentzelsmalerier fra 1890'erne: Det nyromantiske nattemørke, og hans fascination ved den brede farvepalet i sneen - Utvandrere, malet i Vågå 1903, er et af hans sidste naturalistiske billeder, og er blevet en ikonografisk skildring af norsk emigration til USA (no). - Vinterlandskab i Vågå, 1914 - Høstlandskap. Udateret |